# 모기아목
등에아목은 파리목(우시목)에 속하는 곤충 분류군의 하나이다. 약 120개 과에 파리와 등에 등을 포함하고 있다. 단각아목 또는 짧은뿔파리류로도 불리는 등에아목(Brachycera) 곤충의 총칭이다.

## 개요
등에아목은 전세계에 분포하는 곤충 분류군으로, 현생종만 약 95과에 약 80,000여 종이 기록되어 있다. 약 200만년 전에 갈라져 발생한 분류군으로 추측하고 있으며, 현생 종 중에서 가장 번성하고 있는 분류군 중의 하나이다. 등에아목에 속하는 종은 형태학적, 생태학적으로 아주 다양하며, 같은 파리목에 속하는 모기아목보다 다양성이 훨씬 높다. 동에아목의 학명 "Brachycera"는 그리스어로 "짧은 뿔"(short-horned)을 의미하며, 파리목 중에서 촉각이 짧은 파리류를 가리킨다.

## 하위 분류
등에아목의 단형성은 분자계통학적인 데이터나, 형태적 특징에 의해 지지되어 있다.
- 파리매하목 (Asilomorpha)
- 집파리하목 (Muscomorpha)
- 동애등에하목 (Stratiomyomorpha)
- 등에하목 (Tabanomorpha)
- 베르밀레오하목 (Vermileonomorpha)
- 밑들이파리매하목 (Xylophagomorpha)